# Compressidentalium zanzibarense
Compressidentalium zanzibarense is een Scaphopodasoort uit de familie van de Dentaliidae. De wetenschappelijke naam van de soort is voor het eerst geldig gepubliceerd in 1908 door Plate.